# Rhyacophila vicina
Rhyacophila vicina là một loài Trichoptera trong họ Rhyacophilidae. Chúng phân bố ở miền Cổ bắc.